# Al-Fajr

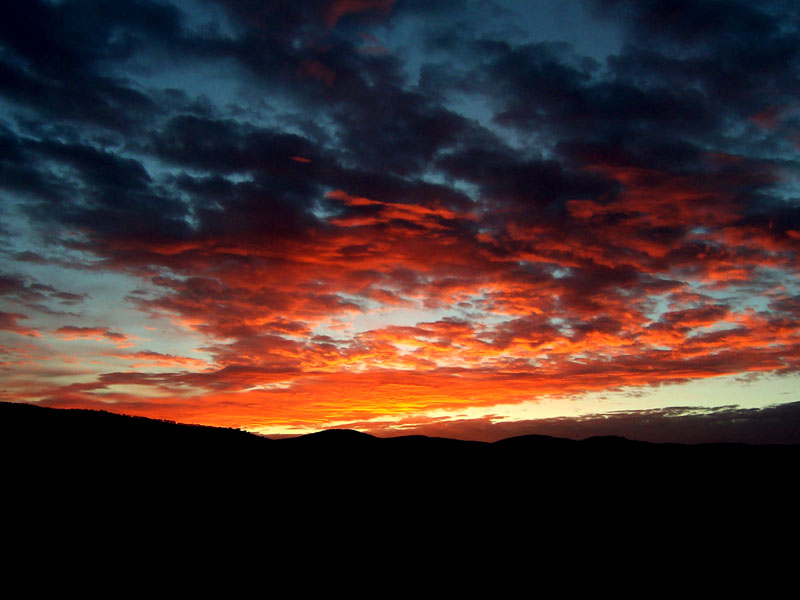
Gryning.

Al-Fajr eller Al-Fadjr (arabiska: سورة الفجر Sūrat ul-Faǧr, "Gryningsljuset") är den åttionionde suran i Koranen med 30 verser (ayah). En vanlig tolkning av surans titel, "Gryningsljuset" (som har hämtats från dess första vers), är att den symboliserar människans andliga uppvaknande.
Suran beskriver hur Gud låtit de folk och riken gå under som gått för långt "i sitt trots på jorden" och som "störde ordningen och spred överallt sedefördärv" (vers 11–12), såsom antikens egyptier och folket i Ubar (Iram). Den varnar dem vars "kärlek till pengar" inte känner några gränser och som ser med ringaktning på de nödställda och föräldralösa (vers 17–21). De rättfärdiga, vars själar "har kommit till ro" (vers 27), lovas däremot en plats i paradiset. I den sista versen talar Gud direkt till den rättfärdige på den Yttersta dagen: "Stig in i Mitt paradis!"
Salâh al-Fadjr är en av de fem obligatoriska islamiska bönerna, gryningsbönen.